# گهروایلر
گهروایلر (به آلمانی: Gehrweiler) یک شهر در آلمان است که در دنرسبرگکرایس واقع شده‌است. گهروایلر ۳۳۱ نفر جمعیت دارد.